# Rüdiger Urbanke
 (février 2024).
Rüdiger Urbanke, né le 31 décembre 1966 à Linz, est un informaticien autrichien.
Il est professeur à l'École polytechnique fédérale de Lausanne depuis 1999.

## Biographie

### Origines, études et parcours professionnel
Rüdiger Leo Urbanke naît le 31 décembre 1966 à Linz, en Autriche.
Il étudie à l'université technique de Vienne et obtient  un diplôme en génie électrique en 1988, puis à l'université Washington de Saint-Louis à Saint-Louis avec une maîtrise en 1992 et un Ph. D. en 1995, avec une thèse intitlée On Multiple-Access Communication dirigée par Bixio E. Rimoldi.
Il travaille ensuite aux Laboratoires Bell et, à partir de 1999, à l'EPFL. De 2000 à 2004, il est éditeur associé du IEEE Transactions on Information Theory. De 2009 à 2012 il est recteur de l'école doctorale et en 2013 recteur de du département d'informatique de l'EPFL.

### Recherche
Rüdiger Urbanke travaille sur les méthodes de codage de canaux hautes performances (codes de parité à faible densité, abrégés par les initiales anglaises en LDPC) qui peuvent opérer près de la limite de la capacité du canal (limite de Shannon). LDPC a été développé au début des années 1960, mais n'était pas utilisé à l'époque et n'est réapparu que dans les années 1990 en tant que concurrent des turbo codes développés en 1993 (même si, comme pour les turbo codes, des méthodes de décodage itératives étaient alors utilisées pour meilleure protection contre les erreurs). Dans une série d'articles avec Thomas J. Richardson parus en 2001,,,, Urbanke a montré que les LDPC pouvaient opérer à proximité de la limite de Shannon et comment construire des LDPC irrégulières en utilisant des méthodes de codage efficaces. Ces méthodes de codage ont été largement utilisées dans les communications sans fils et optiques et dans le stockage de données.
Avec Thomas J. Richardson, Urbanke a écrit un manuel sur la théorie du codage.

### Distinctions
- 2002 : IEEE Information Theory Society Paper Award[3],[9] avec Thomas J. Richardson
- 2011 : IEEE Koji Kobayashi Computers and Communications Award (en)[10]
- 2013 et 2016 : STOC Best Paper Award[réf. nécessaire]
- 2013-2014 : « IEEE Distinguished lecturer »[11]
- 2014 : Médaille Richard-Hamming avec Thomas J. Richardson[12]
- 2023 : prix Claude-Shannon[9]